# Nowe Sady (Fredropol)
Nowe Sady (bis 1957 Hujsko, ukrainisch Нові Сади) ist eine Ortschaft mit einem Schulzenamt der Gemeinde Fredropol im Powiat Przemyski der Woiwodschaft Karpatenvorland in Polen.

## Geographie
Der Ort liegt im Przemyśler Vorgebirge am Fluss Wiar.

## Geschichte
Es gibt dort einen Burgwall (9. bis 11. Jahrhundert). Das Dorf funktionierte ursprünglich gemäß ruthenischem Recht; es entstand somit im 14. Jahrhundert oder früher. Der Ort wurde im Jahre 1444 als Oszko erstmals urkundlich erwähnt. Er gehörte der Starostei in Przemyśl. Im 15. und 16. Jahrhundert wurde er als Iosko, Voszko, Oszyko, Oysko, Voisko, im 17. Jahrhundert als Uisko und Hoysko und im 18. Jahrhundert als Uysko und Huysko erwähnt. Der ukrainische Name Військо bedeutet Armee, der Name ist aber möglicherweise aus dem ukrainischen Wort für Wespe abgeleitet.
Bei der Ersten Teilung Polens kam Hujsko 1772 zum neuen Königreich Galizien und Lodomerien des habsburgischen Kaiserreichs (ab 1804).
Im Jahre 1900 hatte die Gemeinde Hujsko 130 Häuser mit 767 Einwohnern, davon 750 ruthenischsprachige, 14 deutschsprachige, 3 polnischsprachige, 745 griechisch-katholische, 8 römisch-katholische, 12 Juden, 2 anderen Glaubens.
1918, nach dem Ende des Ersten Weltkriegs und dem Zusammenbruch der k.u.k. Monarchie, kam Hujsko zu Polen.
Im Jahre 1921 hatte die Gemeinde Hujsko 136 Häuser mit 788 Einwohnern, davon 765 Ruthenen, 6 jüdischer Nationalität, 765 griechisch-katholische, 9 römisch-katholische, 14 Juden.
Im Zweiten Weltkrieg gehörte es zuerst zur Sowjetunion und ab 1941 zum Generalgouvernement. Die Ukrainer wurden im Jahre 1946 zum größten Teil in die Ukraine gebracht.
Im Jahre 1957 der Name des Dorfes wurde Nowe Sady.
Von 1975 bis 1998 gehörte Nowe Sady zur Woiwodschaft Przemyśl.

### Falkenberg
Im Jahre 1783 wurden im Zuge der Josephinischen Kolonisation deutsche Kolonisten lutherischer und vor allem katholischer Konfession dort angesiedelt. Die deutsche Kolonie im Norden des Dorfes wurde Falkenberg genannt.
Im Jahre 1900 hatte die Gemeinde Falkenberg 46 Häuser mit 285 Einwohnern, davon 140 deutschsprachige, 131 polnischsprachige, 14 ruthenischsprachige, 250 römisch-katholische, 18 griechisch-katholische, 16 Juden, 1 anderen Glaubens.
Im Jahre 1921 hatte die Gemeinde Falkenberg 43 Häuser mit 247 Einwohnern, davon 150 Polen, 24 Ruthenen, 72 Deutschen, 1 anderer Nationalität, 205 römisch-katholische, 30 griechisch-katholische, 1 anderer Christ, 11 Juden.
Am 11. März 1939 wurde der Name Falkenberg auf Sokołów Dobromilski geändert.
Im Jahre 1957 wurde Sokołów Dobromilski an Hujsko/Nowe Sady angeschlossen.

## Sehenswürdigkeiten
- Eine gemauerte griechisch-katholische Kirche (1. Hälfte des 17. Jahrhunderts) am Hügel, wo einen Burgwall gab.

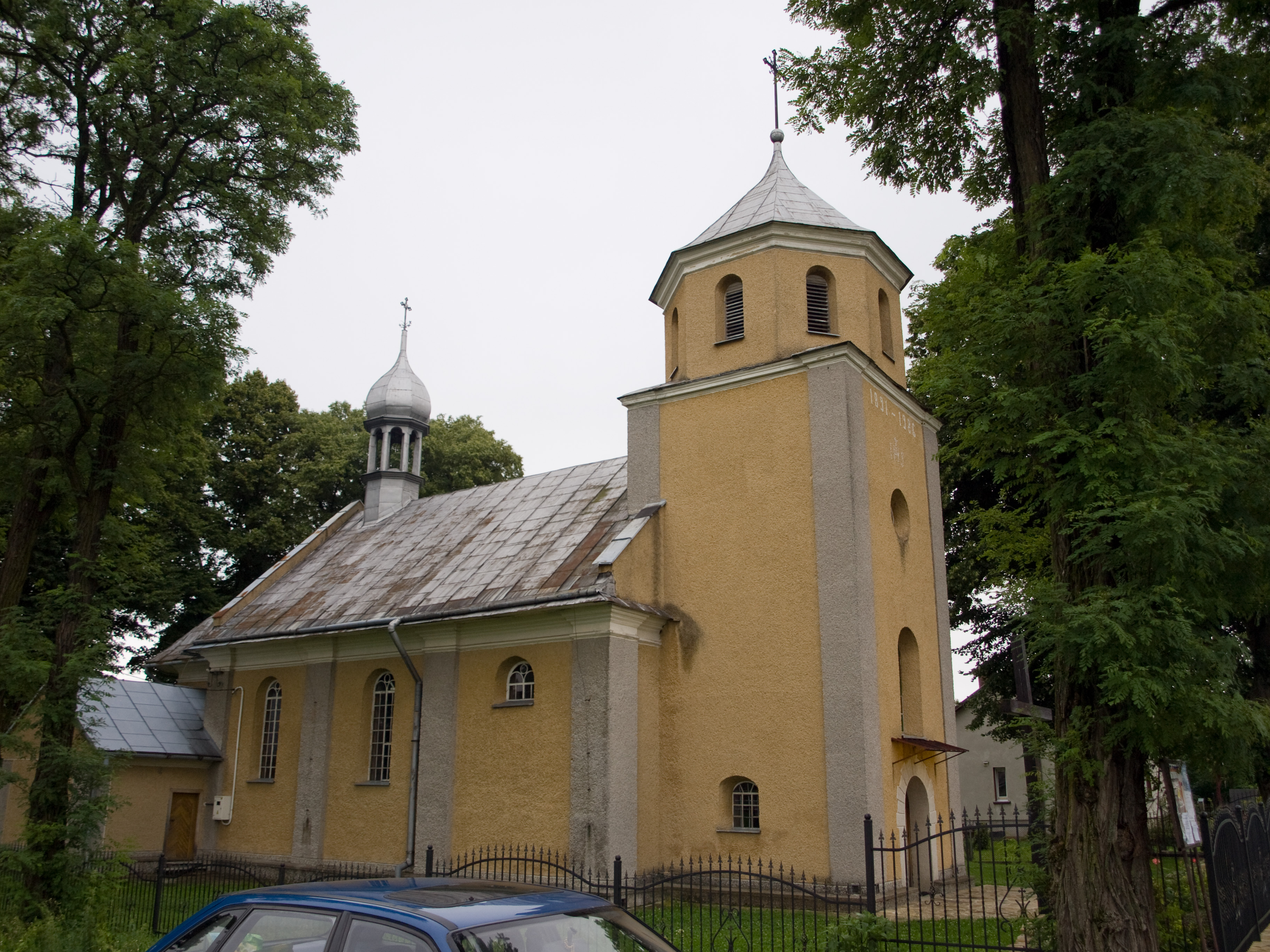
Griechisch-katholische Kirche